# Sáska
Sáska es un pueblo ubicado en el distrito de Tapolca, en el condado de Veszprém, Hungría.

## Superficie
Posee una superficie de 37,48 kilómetros cuadrados.

## Demografía
Hasta 2019 la población era de 277 habitantes, con una densidad de población de 7,391 habitantes por kilómetro cuadrado.